# Massino Visconti
Massino Visconti – miejscowość i gmina we Włoszech, w regionie Piemont, w prowincji Novara.
Według danych na rok 2004 gminę zamieszkiwało 1088 osób, 181,3 os./km².